# Armada de Nigeria
La Armada de Nigeria es el componente naval, fluvial y marítimo de las Fuerzas Armadas de Nigeria. La Armada nigeriana tiene una fuerza de 25.000 hombres y está equipada con un destructor, dos corbetas, dragaminas, un buque de asalto anfibio, un barco lanzamisiles, un buque oceanográfico, un buque escuela, lanchas rápidas de ataque, lanchas motoras y buques patrulleros.

## Historia

### sigloXX

#### Inicios
La Armada de Nigeria se formó en 1914, sus responsabilidades incluían la administración de los puertos, el dragado de los canales, la colocación de las boyas y la gestión de los faros, también operaba los transbordadores, los barcos de transporte fluviales y otras pequeñas embarcaciones que surcaban los ríos y las vías navegables de transporte fluvial.
La autoridad portuaria de Nigeria se encargó de la gestión de los puertos y de garantizar una navegación segura. El departamento de vías navegables interiores, se hizo cargo de la gestión de los transbordadores y las lanchas fluviales. La fuerza naval de Nigeria estaba formada principalmente por oficiales de la fuerza de reserva de la Marina Real británica y por antiguos veteranos, su tarea principal era capacitar al personal y establecer la infraestructura adecuada necesaria para la futura armada nacional de Nigeria.

#### Años 1950
El primer entrenamiento básico para el establecimiento de la futura armada, tuvo lugar a bordo del HMNS Quorra, se inició el 1 de noviembre de 1957, con 60 nuevos marineros, que realizaron un curso básico de navegación marítima de seis meses.
En julio de 1959, la Fuerza Naval de Nigeria se transformó en una Armada de pleno derecho cuando la Reina Isabel II del Reino Unido, le otorgó permiso para usar el título "Marina Real de Nigeria". El título se cambió a "Marina de Nigeria" en 1963, después de que Nigeria se convirtiera en una República.

#### Años 1960
La nueva ley, conocida como la Ley de la Marina de 1964, encargó por primera vez a la Marina la "defensa naval de Nigeria", en la aplicación de las leyes aduaneras, realizando levantamientos hidrográficos y capacitando a oficiales y hombres en tareas navales, estas tareas eran esencialmente las funciones rutinarias de cualquier armada, en consecuencia, la Marina comenzó a ejercer presión sobre el liderazgo político para redefinir el papel constitucional de la Armada. 

#### Años 1980
En 1984, Blohm + Voss, una empresa alemana constructora de barcos e ingeniería, se hizo cargo de la construcción de la base naval de la carretera Wilmot Point, ubicada en la antigua isla Victoria, en Lagos, Nigeria. En 1985, fueron enviaron materiales de construcción naval y maquinaria en unos 300 contenedores. El 28 de agosto de 1990, el general Babangida, inauguró las instalaciones del astillero nigeriano, ubicado en la base de la carretera Wilmot Point. En 1987, se inauguró oficialmente la primera parte de las instalaciones del astillero y el centro de formación, Blom + Voss participó en la formación del personal de los astilleros.

#### Años 1990
En 1993, la presión sobre el gobierno tuvo el resultado deseado, y una nueva ley, el decreto 105 de las fuerzas armadas, fue incorporado a la Constitución nigeriana en 1999, a la Armada de Nigeria se le otorgaron funciones militares y policiales ampliadas, especialmente en los sectores de la industria petrolera y la extracción de gas natural, dos sectores clave de la economía de Nigeria.

### sigloXXI

#### Años 2010
El 3 de septiembre de 2018, en una ceremonia oficial celebrada en el astillero naval de Lagos, la Armada de Nigeria encargó seis nuevas lanchas rápidas patrulleras "Ocea" y diez nuevas embarcaciones, las lanchas patrulleras incluían seis buques: Nguru (P 187), Ekulu (P 188), Shiroro (P 185), Ose (P 186), Gongola (P 189) y Calabar (P 190), los seis buques fueron entregados entre finales de 2017 y abril de 2018, la empresa francesa "Ocea Shipbuilding" entregó los buques patrulleros a la Armada de Nigeria. En octubre de 2018, "Paramount Maritime Holding", una empresa sudafricana contratista de defensa, reveló que la Armada de Nigeria realizó un pedido de 15 embarcaciones semirrígidas (RHIB) de nueva construcción. El pedido, que incluía lanchas patrulleras rápidas de la clase "Guardian" de ocho metros y medio, y lanchas de nueve metros y medio, también incluye un curso de capacitación para el personal naval de la Armada de Nigeria. En diciembre de 2019, la Armada nigeriana encargó cuatro unidades del buque patrullero costero ARESA 1700 IPC al astillero español ARESA, este buque alcanza unos 40 nudos de velocidad, puede transportar a 18 efectivos navales, dentro de una cabina blindada, y se utiliza para la protección de las instalaciones estratégicas ubicadas en la costa de Nigeria. El 8 de septiembre de 2018, la agencia de seguridad y administración marítima de Nigeria, entregó un helicóptero de búsqueda y rescate Leonardo AW139 a la Armada de Nigeria. 

#### Años 2020
El 10 de diciembre de 2021, el presidente de Nigeria, Muhammadu Buhari, encargó 118 embarcaciones y un helicóptero, como parte de la campaña de su administración para aumentar las capacidades operativas de la Armada de Nigeria.

## Astillero de construcción naval
El astillero naval de Nigeria, está ubicado en la isla Victoria, en Lagos. Hasta ahora, el mantenimiento de la flota nigeriana, se había llevado a cabo en astilleros extranjeros, o en astlleros privados ubicados en Nigeria, a un precio por unidad muy elevado. El astillero naval de Lagos, que se inauguró el 27 de agosto de 1990, se encarga del mantenimiento de buques, de revisar los motores de los barcos, de llevar a cabo mejoras y modificaciones en los buques, y de revisar los diseños. El astillero naval ubicado en Port Harcourt, fue adquirido en 1990 por Witt & Bush Ltd. En el astillero se reparan los barcos más pequeños de la Armada de Nigeria y buques mercantes. El astillero ha construido y entregado remolcadores y barcazas a organizaciones privadas.

## Aviación naval
La aviación naval nigeriana, es la rama aérea de la Armada de Nigeria. El escuadrón 101, se estableció en 1985, con base en Navytown, cerca de Ojo, Nigeria. El escuadrón anteriormente operaba helicópteros Westland Lynx, para operaciones de guerra antisubmarina y búsqueda y rescate (SAR) desde la fragata de la clase Meko NNS Aradu. Actualmente, el escuadrón 101 utiliza helicópteros AgustaWestland AW109, desde la base naval de Warri, en funciones de protección y contra el contrabando de petróleo.

## Comandos

### Comando de entrenamiento de la Armada
Las funciones principales del comando de entrenamiento naval son la coordinación y la armonización de las doctrinas y estándares de entrenamiento de la Armada de Nigeria, según lo desarrollado por el cuartel general naval. El comando está encabezado por el comandante, quien es asistido por nueve oficiales principales del estado mayor, a saber: El oficial de estado mayor del comando, el oficial de capacitación técnica del comando, el oficial de capacitación logística del comando, el oficial de capacitación médica del comando y el oficial de instrucción académica. Las unidades bajo el comando de instrucción naval son: La unidad de entrenamiento marítimo ubicada en la Isla Victoria, en Lagos. La unidad es la responsable de la capacitación en las operaciones llevadas a cabo en el mar, la capacitación de las operaciones de seguridad en el mar y la capacitación de las operaciones de los barcos de la Armada de Nigeria. La unidad lleva a cabo pruebas en los barcos y puertos, después de llevar a cabo reparaciones importantes. El buque NNS Quorra ubicado en Apapa, ofrece varios cursos profesionales para oficiales y marineros. El colegio de ingeniería naval de Nigeria, ubicado en Sapele, ofrece capacitación técnica para todo el personal técnico de la Armada de Nigeria. La escuela de finanzas y logística de la Armada de Nigeria se encuentra en Owerrinta. El colegio naval y la escuela de entrenamiento básico de la Armada nigeriana, comparten el mismo lugar en Port Harcourt. Ambas instituciones imparten formación básica para oficiales y marineros, respectivamente. Hay otras escuelas profesionales, incluida la facultad de ciencias de la salud de la Armada de Nigeria, ubicada en Offa, en el estado de Kwara y la escuela de música de la Armada de Nigeria, está situada en el estado de Ogun, la escuela hidrográfica se encuentra en Port Harcourt, la escuela de regulación y preboste naval se encuentra en el estado de Benue, la escuela de tecnología y armamento de la Armada de Nigeria, el centro de educación, capacitación y tecnología de la Armada de Nigeria y la escuela de entrenamiento físico, se encuentran en Apapa, Lagos.

### Comando de operaciones de la Armada
Hay tres comandos operativos: Comando Naval Occidental, Central y Oriental, con sedes en Apapa, Yenagoa y Calabar, así como el comando de adiestramiento, doctrina y logística, con sedes en Apapa y Oghara respectivamente. Cada uno de los comandos está dirigido por un oficial con el grado militar de contralmirante.

### Comando logístico de la Armada
El comando logístico está encabezado por un comandante y un oficial naval con rango de contralmirante. La sede permanente está en Oghara,  en el estado del Delta. La Armada de Nigeria creó el comando de logística y el comando empezó a funcionar, la Armada estableció la organización y las responsabilidades del mando.

### Comandos navales de la Armada nigeriana

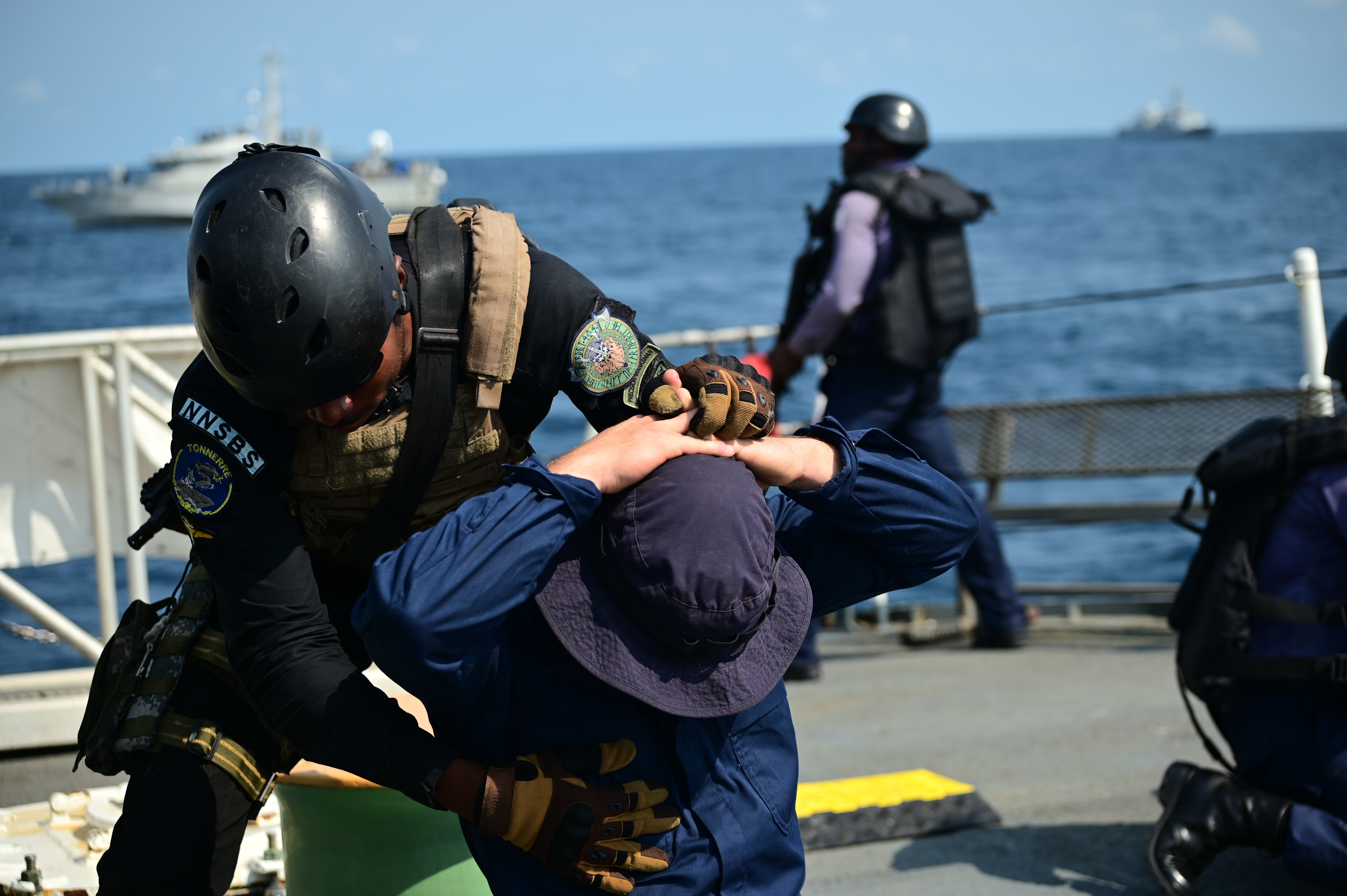
Un miembro del Servicio Especial de Embarcaciones de Nigeria imparte un curso de capacitación sobre abordajes, embarques, búsquedas e incautaciones, al personal de la Guardia Costera de los Estados Unidos.

El Servicio de Embarcaciones Especiales (SEE) es la unidad de fuerzas especiales de la Armada de Nigeria y la unidad de comandos navales de las Fuerzas Armadas de Nigeria, la unidad sigue el modelo organizativo y operacional del Special Boat Service de la Royal Navy y los US Navy Seals de la Armada de los Estados Unidos. El SEE es una unidad de fuerzas especiales navales de élite de África Occidental. La unidad fue establecida en 2006, su comandante y oficial al mando era el contralmirante Apochi Suleiman.

## Cuarteles generales

### Cuartel general naval
El cuartel general naval es el órgano administrativo y de formulación de políticas de la marina nigeriana, a su cabeza está el jefe del estado mayor naval, que ejerce el mando total de la marina nigeriana. El jefe de personal naval tiene siete ramas de personal además de la oficina del secretario de marina. Las ramas son: Política y planes, capacitación y operaciones, administración, ingeniería naval, logística, contabilidad y presupuesto, seguridad y normas, estas ramas están dirigidas por oficiales del estado mayor.
Directamente bajo el Cuartel General Naval hay varios comandos operativos (Comando Naval Occidental, Comando Naval Oriental y Comando Naval Central), un comando de entrenamiento, un comando de logística y varias unidades autónomas.
La estructura del comando naval consiste en el cuartel general naval, con sede en Abuya, dos comandos operacionales con sede en Lagos y Calabar, en el estado de Cross River, dos comandos de entrenamiento con sede en Lagos, campos de entrenamiento en toda Nigeria, bases de operaciones avanzadas, dos astilleros navales ubicados en Lagos y Port Harcourt, en el Delta del Níger, y bases navales ubicadas en Lagos y Calabar.

### Cuartel general occidental
El cuartel general del comando naval occidental está ubicado en Apapa, en Lagos, cubre el mar y las áreas costeras desde la frontera de Nigeria y Benin en el delta del Níger, y desde la costa nigeriana hasta el límite de la zona económica exclusiva de la nación. El Comando Naval Occidental también mantiene presencia en la isla de Tongegi en el estado de Ondo. El Comando Occidental está encabezado por un oficial al mando que tiene el rango de contralmirante.

### Cuartel general oriental
El cuartel general del comando naval oriental, es el segundo comando de operaciones de la Armada de Nigeria y cubre el área marítima desde el delta del Níger hasta la frontera entre Nigeria y Camerún, y desde la costa de Nigeria hasta el límite de la zona económica exclusiva de la nación, el puesto de mando y control se encuentra en Calabar.

### Cuartel general central
El comando naval central es el tercer comando de operaciones de la Armada de Nigeria. La sede se encuentra en Yenagoa en el Estado de Bayelsa. Su área de responsabilidad se extiende desde la entrada del río Benin hasta la entrada del río Santa Bárbara, y abarca los estados costeros de Bayelsa, Delta y Edo, y los estados del interior, incluido Kogi.

## Estado Mayor Naval

### Jefe del Estado Mayor Naval
El Jefe del Estado Mayor Naval es el oficial militar de más alto rango de la Armada de Nigeria. El puesto suele estar ocupado por el oficial comisionado de mayor rango designado por el Comandante en Jefe de las Fuerzas Armadas de Nigeria. El Jefe del Estado Mayor Naval informa al Jefe del Estado Mayor de la Defensa, quien a su vez informa al Ministro de Defensa. El deber estatutario del oficial es implementar y ejecutar las políticas de seguridad nacional y apoyar las operaciones de la armada nigeriana. El actual Jefe del estado mayor naval es el vicealmirante Awwal Zubairu Gambo, quien fue designado el 26 de enero de 2021 por el presidente Muhammadu Buhari, para suceder a Ibok Ekwe Ibas. El Jefe del Estado Mayor Naval (CNS) es el jefe militar y el oficial militar de más alto rango de la Armada de Nigeria. El Jefe del Estado Mayor Naval suele ser el almirante de mayor rango de las Fuerzas Armadas de Nigeria, a menos que el Jefe del Estado Mayor de la Defensa sea un oficial naval. El puesto suele estar ocupado por el oficial comisionado de mayor rango designado por el Comandante en Jefe de las Fuerzas Armadas de Nigeria. El Jefe del Estado Mayor Naval reporta al Jefe del Estado Mayor de la Defensa, quien a su vez reporta al Ministro de Defensa. El deber estatutario del oficial naval es formular y ejecutar las políticas de seguridad nacional y apoyar las operaciones de la Armada de Nigeria.

### Unidades autónomas
Las unidades autónomas son aquellas unidades que requieren una gestión prudente y un control de alto nivel que no necesitan ser duplicadas o representadas en la jerarquía inferior. Aunque de tamaño pequeño, reportan directamente al Jefe del Estado Mayor Naval. Las unidades autónomas y las instalaciones de apoyo permiten a la armada nigeriana mantener la flota y el personal listos para las operaciones.

## Organización interna de los  buques de la Armada nigeriana
Hay cuatro departamentos principales en los barcos de la Armada de Nigeria. Estos son operaciones, ingeniería marina, ingeniería de armas y logística. Un oficial, al que se hace referencia como jefe de departamento, está a cargo de cada departamento e informa directamente al oficial al mando sobre los asuntos operativos, a través del oficial ejecutivo al mando, sobre todos los asuntos administrativos. El oficial ejecutivo al mando, es el primer oficial al mando en los buques de guerra nigerianos, además de ser el jefe del departamento de operaciones. En los barcos nigerianos, el oficial ejecutivo es el oficial al mando, el primer oficial naval pertenece al departamento de operaciones navales. En el cuadro de calificaciones, la calificación de marinero de mayor rango se le conoce como marinero de primera. El primer oficial al mando, es el responsable de organizar el trabajo y mantener la disciplina a bordo.

## Equipamiento
La Armada de Nigeria ha experimentado una importante modernización, desde principios de la última década, en respuesta a las actividades delictivas que ocurren en su área de responsabilidad en el Golfo de Guinea. La Armada de Nigeria tiene una fragata MEKO, la NNS Aradu, que completó un reacondicionamiento y una remodelación en 2020, en los astilleros "Dearsan", en Turquía. El NNS Aradu es un buque escuela. Algunas adquisiciones pendientes de la Armada de Nigeria incluyen: Tres patrulleras de 46 metros de la empresa china "Poly Technologies", una embarcación de inspección en alta mar de 35 metros de los astilleros "Ocea", en Francia, dos embarcaciones "Seaward Defense", de 46 metros, de los astilleros "Naval Dockyard Limited", de Nigeria, y una embarcación LST-100 de los astilleros "Damen", en los Emiratos Árabes Unidos. Los planes de adquisición naval a mediano y largo plazo de la Armada de Nigeria, tienen como objetivo mejorar las capacidades de la flota nigeriana, por ejemplo, se ha colocado la quilla de un buque de asalto anfibio de clase "Damen" LST-100, para proyección de fuerza naval. Los astilleros Dearsan, construyeron para la Armada de Nigeria dos buques patrulleros capaces de navegar en alta mar.

### Aeronaves
| Aeronave             | Foto | Origen      | Tipo                                         | Número |
| -------------------- | ---- | ----------- | -------------------------------------------- | ------ |
| Westland Lynx        |      | Reino Unido | Helicóptero utilitario, guerra antisubmarina | 3      |
| AgustaWestland AW109 |      | Italia      | Helicóptero utilitario, búsqueda y rescate   | 12     |
| Leonardo AW139       |      | Italia      | Helicóptero utilitario, búsqueda y rescate   | 2      |
| AR-500B              |      | China       | VANT                                         | 4      |

### Barcos lanzamisiles
| Nombre          | Origen  | Clase                    | Fabricante                            |
| --------------- | ------- | ------------------------ | ------------------------------------- |
| NNS Siri (P181) | Francia | Clase La Combattante III | Constructions Mécaniques de Normandie |
| NNS Ayam (P182) | Francia | Clase La Combattante III | Constructions Mécaniques de Normandie |
| NNS Ekun (P183) | Francia | Clase La Combattante III | Constructions Mécaniques de Normandie |

### Buques de balizamiento naval
| Nombre             | Clase            | Origen         | Fabricante                                                    |
| ------------------ | ---------------- | -------------- | ------------------------------------------------------------- |
| NNS Ologbo (A 502) | Clase A (Cactus) | Estados Unidos | Buques fabricados en un astillero naval de Duluth, Minnesota. |
| NNS Kyanwa (A 501) | Clase C (Iris)   | Estados Unidos | Buques fabricados en un astillero naval de Duluth, Minnesota. |
| NNS Nwamba (A 503) | Clase C (Iris)   | Estados Unidos | Buques fabricados en un astillero naval de Duluth, Minnesota. |
| NNS Obula (A 504)  | Clase C (Iris)   | Estados Unidos | Buques fabricados en un astillero naval de Duluth, Minnesota. |

### Buque de desembarco de tanques
| Nombre   | Origen                 | Clase         | Astillero                            |
| -------- | ---------------------- | ------------- | ------------------------------------ |
| NNS Kada | Emiratos Árabes Unidos | Damen LST-100 | Astilleros Damen-Albwardi en Sharjah |

### Buque escuela
| Nombre         | Origen  | Clase      | Fabricante              |
| -------------- | ------- | ---------- | ----------------------- |
| NNS Prosperity | Irlanda | Clase Emer | Astillero Verolme, Cork |

### Buque de estudios hidrográficos
| Nombre          | Origen  | Clase   | Fabricante      |
| --------------- | ------- | ------- | --------------- |
| NNS Lana (A499) | Francia | OSV 190 | Astilleros Ocea |

### Buques patrulleros
| Nombre              | Origen      | Clase           | Fabricante             |
| ------------------- | ----------- | --------------- | ---------------------- |
| NNS Ekpe (P178)     | Alemania    | Lürssen FPB-57  | Buques Navales Lürssen |
| NNS Damisa (P179)   | Alemania    | Lürssen FPB-57  | Buques Navales Lürssen |
| NNS Agu (P180)      | Alemania    | Lürssen FPB-57  | Buques Navales Lürssen |
| NNS Argungu (P165)  | Alemania    | Clase Argungu   | Abeking & Rasmussen    |
| NNS Yola (P166)     | Alemania    | Clase Argungu   | Abeking & Rasmussen    |
| NNS Brass (P169)    | Alemania    | Clase Argungu   | Abeking & Rasmussen    |
| NNS Epe (P170)      | Alemania    | Clase Argungu   | Abeking & Rasmussen    |
| NNS Dorina (P101)   | Francia     | Clase Ocea      | Astilleros Ocea        |
| NNS Nguru (P187)    | Francia     | Clase Ocea      | Astilleros Ocea        |
| NNS Ekulu (P188)    | Francia     | Clase Ocea      | Astilleros Ocea        |
| NNS Aba (P194)      | Francia     | Clase Ocea      | Astilleros Ocea        |
| NNS Sokoto (P193)   | Francia     | Clase Ocea      | Astilleros Ocea        |
| NNS Okpoku (P175)   | Francia     | Clase Ocea      | Astilleros Ocea        |
| NNS Bomadi (P176)   | Francia     | Clase Ocea      | Astilleros Ocea        |
| NNS Badagry (P177)  | Francia     | Clase Ocea      | Astilleros Ocea        |
| NNS Shiroro (P185)  | Francia     | Clase Ocea      | Astilleros Ocea        |
| NNS Ose (P186)      | Francia     | Clase Ocea      | Astilleros Ocea        |
| NNS Gongola (P189)  | Francia     | Clase Ocea      | Astilleros Ocea        |
| NNS Calabar (P190)  | Francia     | Clase Ocea      | Astilleros Ocea        |
| NNS Osun (P191)     | Francia     | Clase Ocea      | Astilleros Ocea        |
| NNS Andoni (P100)   | Nigeria     | Clase Andoni    | Astilleros Navales     |
| NNS Karaduwa (P102) | Nigeria     | Clase Andoni    | Astilleros Navales     |
| NNS Oji (P275)      | Nigeria     | Clase Andoni    | Astilleros Navales     |
| NNS Makurdi (P167)  | Reino Unido | Clase Makurdi   | Astilleros Brooke      |
| NNS Hadejia (P168)  | Reino Unido | Clase Makurdi   | Astilleros Brooke      |
| NNS Jebba (P171)    | Reino Unido | Clase Makurdi   | Astilleros Brooke      |
| NNS Oguta (P172)    | Reino Unido | Clase Makurdi   | Astilleros Brooke      |
| NNS Zaria (P173)    | Singapur    | Clase Sea Eagle | Astilleros Suncraft    |
| NNS Burutu (P174)   | Singapur    | Clase Sea Eagle | Astilleros Suncraft    |

### Buques patrulleros de altura
| Nombre             | Imagen | Origen         | Clase                   | Fabricante            |
| ------------------ | ------ | -------------- | ----------------------- | --------------------- |
| NNS Thunder (F90)  |        | Estados Unidos | Clase Hamilton (Cutter) | Astillero de Avondale |
| NNS Okpabana (F93) |        | Estados Unidos | Clase Hamilton (Cutter) | Astillero de Avondale |

### Corbetas
| Nombre              | Imagen | Origen | Clase            | Fabricante                 |
| ------------------- | ------ | ------ | ---------------- | -------------------------- |
| NNS Centenary (F91) |        | China  | Corbeta Tipo 056 | Astilleros Hudong-Zhonghua |
| NNS Unity (F92)     |        | China  | Corbeta Tipo 056 | Astilleros Hudong-Zhonghua |

### Dragaminas
| Nombre            | Imagen | Origen | Clase        | Fabricante  |
| ----------------- | ------ | ------ | ------------ | ----------- |
| NNS Ohue (M371)   |        | Italia | Clase Lerici | Intermarine |
| NNS Barama (M372) |        | Italia | Clase Lerici | Intermarine |

### Fragata
| Nombre          | Imagen | Origen   | Clase    | Fabricante   |
| --------------- | ------ | -------- | -------- | ------------ |
| NNS Aradu (F89) |        | Alemania | MEKO 360 | Blohm + Voss |

### Lanchas rápidas de ataque
| Clase          | Imagen | Origen         | Fabricante               | Unidades |
| -------------- | ------ | -------------- | ------------------------ | -------- |
| Clase Defender |        | Estados Unidos | SAFE Boats International | 15       |
| Clase Shaldag  |        | Israel         | Israel Shipyards         | 5        |